# Подезична слюнчена жлеза
Подезична слюнчена жлеза (на латински: glandula sublingualis) се нарича една от трите чифтни големи слюнчени жлези.
Тя се разполага в подезичната гънка непосредствено под лигавицата на cavum oris и над m. mylohyoideus. Жлезата тежи около 5 грама. Подобно и на останалите слюнчени жлези и тя има делчест строеж. Образувана е от 30 – 50 жлезички. Предната група обхваща около 10 – 20 от тях и се означава като голяма подезична жлеза. Само тя има общ слюнкоотводен канал, наречен ductus sublingualis major, който се отваря до caruncula sublingualis. Останалите жлезички завършват със самостоятелни каналчета (ductuli sublinguales minores), по гребена на подезичната гънка.